# Serratella serrata
Serratella serrata je druh jepice z čeledi Ephemerellidae. Žije v Severní Americe. Jako první tento druh popsal Gary Scott Morgan v roce 1911.